# آپتن (کنتاکی)
آپتن (به انگلیسی: Upton) شهری در ایالت کنتاکی کشور ایالات متحده آمریکا است که جمعیت آن در سرشماری سال ۲۰۱۰ میلادی، ۶۸۳ نفر بوده‌است.